# Chase XC-123A
El Chase XC-123A fue un avión de transporte experimental desarrollado por la estadounidense Chase Aircraft. Primer transporte a reacción construido para la Fuerza Aérea de los Estados Unidos, estaba destinado a ser usado como transporte de alta velocidad para carga y personal de alta prioridad. Se determinó que el XC-123A no presentaba suficientes ventajas sobre los modelos existentes en servicio, y no entró en producción. El único prototipo fue convertido en el propulsado a hélice Stroukoff YC-123D para evaluar los sistemas de control de capa límite.

## Diseño y desarrollo
A finales de los años 40, Chase Aircraft había desarrollado el XG-20, el mayor planeador construido en los Estados Unidos. Sin embargo, para la época en que estuvo listo para el servicio, la doctrina militar estadounidense había sido cambiada para retirar el requerimiento del uso de planeadores de transporte en combate.
Sin embargo, el avión XG-20 había sido diseñado para permitir una fácil instalación de plantas motrices, y Chase modificó los dos prototipos como aviones a motor, uno convirtiéndose en el XC-123, con dos motores de pistón. Sin embargo, el segundo XG-20 recibió una reconfiguración más radical, siendo equipado con dos soportes dobles de motores a reacción, del modelo usado por los bombarderos Convair B-36 y Boeing B-47, para convertirse en el XC-123A. Como no había provisión para almacenar combustible en las alas del antiguo planeador, los depósitos de combustible fueron instalados por debajo del suelo de la cabina.

## Historia operacional
Apodado "Avitruc" por su constructor, el XC-123A realizó su primer vuelo el 21 de abril de 1951, convirtiéndose en el primer avión de transporte a reacción en volar exitosamente en los Estados Unidos. Fue considerado “excelente” en las pruebas de vuelo, mostrando el avión pocos vicios, y demostrando una capacidad de operación en pistas cortas razonablemente buena.
A pesar de esto, incluso probándose exitoso el XC-123, el XC-123A fracasó en ganar el favor suficiente en las pruebas de vuelo como para recibir una orden de producción. Aunque las prestaciones del avión de operación en pistas cortas eran buenas, en los aeropuertos poco preparados los bajos soportes subalares de los reactores provocarían la ingestión de objetos extraños en las tomas, dañando los motores. Además, el diseño del avión no casaba con sus motores, resultando que el XC-123A era incapaz de proporcionar suficiente capacidad de carga comparada con la cantidad de combustible que necesitaban sus reactores. Como resultado, el proyecto del XC-123A fue abandonado sin que se construyera ningún otro avión.
Tras la finalización de las pruebas, el XC-123A fue reformado para llevar dos motores radiales Pratt & Whitney R-2800, y fue usado para realizar pruebas de control de capa límite como Stroukoff YC-123D, recibiendo el número de serie 53-8068.

## Operadores
Estados Unidos
- Fuerza Aérea de los Estados Unidos

## Especificaciones

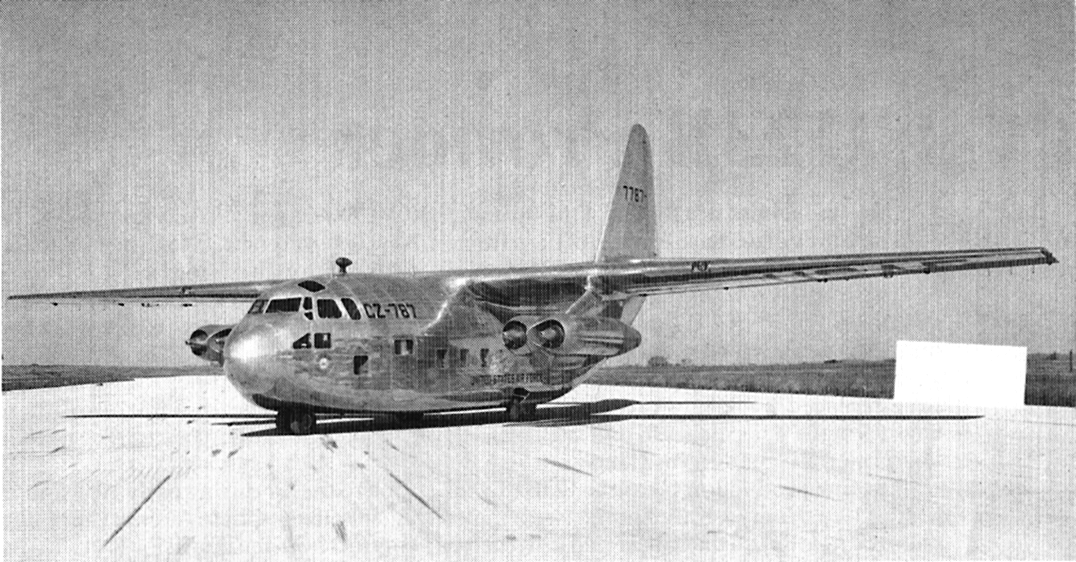
El XC-123A.

Referencia datos: Gunston and Adcock

### Características generales
- Tripulación: Tres
- Longitud: 23,5 m (77,1 ft)
- Envergadura: 33,5 m (110 ft)
- Altura: 10.31m
- Superficie alar: 113,6 m² (1222,8 ft²)
- Perfil alar: NACA 23017[10]
- Peso vacío: 11 340 kg (24 993,4 lb)
- Peso máximo al despegue: 27 216 kg (59 984,1 lb)
- Planta motriz: 4× turborreactor General Electric J47-GE-11.
  - Empuje normal: 23 kN (2345 kgf; 5171 lbf) de empuje cada uno.

### Rendimiento
- Velocidad máxima operativa (Vno): 805 km/h (500 MPH; 435 kt)
- Velocidad crucero (Vc): 644 km/h (400 MPH; 348 kt)

## Aeronaves relacionadas

### Desarrollos relacionados
- Chase XCG-20
- Fairchild C-123 Provider
- Stroukoff YC-134

### Aeronaves similares
- Avro Canada C102 Jetliner
- Avro Ashton
- Vickers Type 618 Nene-Viking

### Secuencias de designación
- Secuencia C-_ (Aviones de Carga del USAAC/USAAF/USAF, 1924-1962): ← C-120 - C-121/F - C-122 - C-123/A - C-124 - C-125 - C-126 →